# Совхозный пруд (Измайлово)
Декоративные пруды — комплекс прудов в Измайлово. В Википедии они поделены на два пруда: Декоративный и Совхозный.
Совхозный пруд — один из водоёмов Измайловского лесопарка. Расположен восточнее Декоративного пруда. Входит в состав комплекса Декоративных прудов.

## Описание водоёма

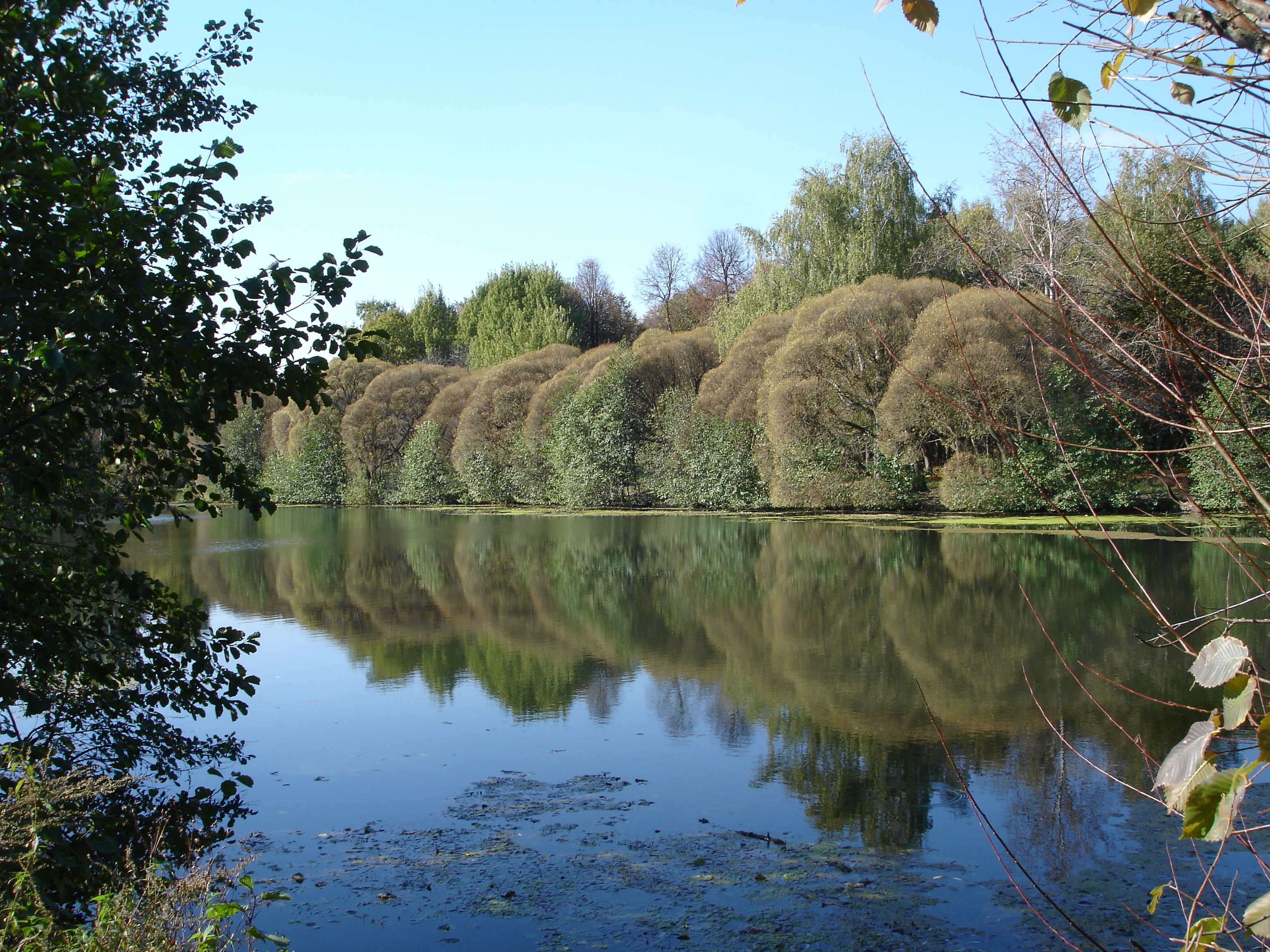
Совхозный пруд

Водоём представляет собой крупный вытянутый пруд с небольшим расширением к северу. Пруд был вырыт в начале XX века. На карте XVII века водоёма нет, а на карте 1968 года внутри совхоза Измайлово обозначен пруд, через который проходит ЛЭП.
Пруд получил название именно от того, что находился внутри совхоза. В 1950-е годы из-за близости технических помещений, и постоянной помывки полевой техники, пруд был загрязнён бензином и маслом.
В настоящее время вокруг пруда устроены зоны отдыха: на западном берегу, под белыми ивами, напоминающие шары, расположены скамейки; на восточном — места для загорания.